# Margareta I de Flandra
Margareta I de Flandra (d. 15 noiembrie 1194) a fost contesă de Flandra de la 1191 până la moarte.

## Familia
Margareta a fost fiica contelui Thierry de Flandra și a Sibilei de Anjou. Totodată, a fost și moștenitoarea unchiului său, Filip de Alsacia, conte de Flandra, lipsit de moștenitori direcți.

## Căsătorii și urmași
În 1160, Margareta s-a căsătorit cu Raoul al II-lea, conte de Vermandois și de Valois, care însă a murit de lepră în 1167. 
În 1169, Margareta de Flandra s-a recăsătorit, cu Balduin al V-lea, conte de Hainaut. Din căsătoria cu acesta au rezultat următorii copii:
- Elisabeta de Hainaut (1170 – 1190), căsătorită cu regele Filip al II-lea al Franței
- Balduin al VI-lea de Hainaut (1171–1205), conte de Flandra și împărat al Imperiului Latin de Constantinopol
- Yolanda de Flandra (1175–1219), căsătorită cu Petru al II-lea de Courtenay, împărat al Imperiului Latin de Constantinopol, și regentă a aceluiași imperiu
- Filip I de Namur (1175–1212), marchiz de Namur
- Henric I de Hainaut (1176–1216), împărat al Imperiului Latin de Constantinopol
- Sybilla de Hainaut (1179 – 1217), căsătorită în jur de 1197 cu Guichard al IV-lea, senior de Beaujeu (d. 1216)
- Eustațiu de Hainaut (d. 1219), regent în Regatul de Salonic
- Godefroy de Hainaut

1. ↑  The Peerage
2. ↑  Genealogics